# Lex Iunia Petronia
Die lex Iunia Petronia (de liberalibus causis) ist ein in den Digesten erwähntes Gesetz, das anordnete, dass in Freiheitsprozessen im Zweifelsfall zugunsten der Freiheit zu entscheiden sei. Keine Klarheit besteht in der Forschung, ob die lex Petronia de potestate dominorum in servos (häufig nur lex Petronia de servis), bei der es um die Verwendbarkeit von Sklaven zum Tierkampf im Falle hoheitlichen Richterspruchs ging, Bestandteil des gleichen Gesetzes war.